# Comodo
Comodo Group — компания-производитель программного обеспечения и поставщик сертификатов SSL, располагающаяся в США, основана в 1998 году. Является одним из крупнейших поставщиков сертификатов, предлагая бесплатные сертификаты для персональной электронной почты.
Известна как разработчик Comodo Internet Security.

## История
Компания основана в 1998 году в Великобритании Мелихом Абдулхайоглу, выходцем из Турции. В 2004 году переехала в США. Стала известной благодаря своему бесплатному брандмауэру, а впоследствии и другим бесплатным продуктам. С испанского Comodo — переводится как «удобный».
В январе 2016 года разработчики компании Google обнаружили, что Comodo Internet Security при установке заменяет веб-браузер Chrome браузером Comodo. Comodo позиционируется как «защищённый вариант Chrome», их внешний вид идентичен. Однако, в Comodo отключен механизм безопасности, который запрещает сайтам получать доступ к окнам других сайтов.

## Продукты
- AntiVirus[4];
- AntiVirus for Android[5];
- Antivirus for Mac[6];
- Antivirus for Linux[7];
- Comodo Firewall[8];
- Comodo Internet Security[9];
- Comodo Cleaning Essentials[10]
- Comodo Dragon[11];
- Comodo IceDragon[12]
- Comodo AntiSpam[13];
- BoClean Anti-Malware[14];
- Comodo BackUp[15];
- Comodo Cloud Scanner[16]
- Comodo Disk Encryption[17];
- Comodo Endpoint Security Manager[18]
- HopSurf[19];
- Geekbuddy[20];
- Comodo LoginPro[21];
- Comodo PC TuneUp[22];
- Comodo Programs Manager[23];
- Comodo Rescue Disk[24];
- Comodo SafeSurf
- Comodo System Cleaner[25];
- Comodo Time Machine[26];
- TrustConnect Wi-Fi Internet Security[27];
- Comodo Unite[28];
- Comodo VerificationEngine[29];
- COMODO Mobile Security (CMS) for Android[30];
- Comodo Chromodo Private Internet Browser

## Сервисы

### Comodo Cloud — Online Storage[31]
Comodo Cloud — Online Storage — сервис от Comodo, предназначенный для хранения и синхронизации файлов. Позволяет хранить важные файлы в защищенном онлайн-хранилище. Получить доступ к данным можно в любое время и в любом месте, используя веб-сайт Comodo или клиент Comodo Cloud. 5 Гб предоставляется бесплатно.

### Comodo Code Signing Certificate[32]
Comodo Code Signing Certificate — сервис от Comodo, в рамках которого разработчики программного обеспечения могут включать информацию о себе и своём программном обеспечении в конечный продукт. Пользователи, загружающие и устанавливающие исполняемые файлы: *.exe, *.cab, *.jar, *.ocx, или *.dll, используемые в 32-битных и 64-битных версиях операционных системах Windows, могут быть уверены, что программный продукт не был изменен или поврежден с момента его подписания. Использование цифровой подписи полученной при использовании Comodo Code Signing позволяет гарантировать подлинность и целостность программного обеспечения.

### Comodo Secure DNS[33]
Comodo Secure DNS — сервис от Comodo, в рамках которого компания Comodo Group бесплатно предоставляет DNS-серверы. Данное DNS-решение является альтернативой DNS-серверам, предлагаемым провайдером. Смысл заключается в том, что все DNS-запросы будут проходить через серверы Comodo, где и будет осуществляться фильтрация вредоносных сайтов.
Адреса DNS-серверов: 8.26.56.26 (ns1.recursive.dns.com), 8.20.247.20 (ns2.recursive.dns.com).

### Comodo Secure DNS 2.0[34]
Comodo Secure DNS 2.0 — новый сервис, проходящий бета-тестирование, представляет собой дальнейшее развитие Comodo Secure DNS и является аналогом OpenDNS, позволяет зарегистрированным пользователям использовать различные контент-фильтры (более 25 категорий).

### Comodo Malware Analysis[35]
Comodo Malware Analysis — сервис для отправки чистых файлов, которые COMODO определяет как вирус, либо подозрительных файлов, неидентифицированных антивирусом Comodo.

### Comodo Instant Malware Analysis[36]
Comodo Instant Malware Analysis (CIMA) — система онлайн-анализа подозрительных исполняемых файлов. После проведения анализа, пользователю выдаётся вся информация о файле и его действиях. Если файл является подозрительным, то пользователю сообщается об этом, а сам он отправляется в вирусную лабораторию Comodo для дальнейшего анализа и добавления в антивирусные базы CIS.

### File Verdict Service[37][38]
File Verdict Service (Проект «Валькирия») — бесплатный Интернет-сервис проверки файлов в облачной системе анализа файлов, который проверяет представленные пользователем файлы на наборе статических и динамических детекторов — в том числе эвристики, поиск файла и анализ поведения в режиме реального времени. С помощью «Валькирии», пользователи смогут быстро получить заключение по безопасности неизвестного файла и могут помочь ускорить определение вредоносных программ 0day.
На данный момент:
- сервис принимает PE-файлы (exe, dll, sys и т. д.)
- Никаких проверок архивов пока нет.
- Ограничение — 20 Мб
- Внимательно смотрим на Final Result. При его принятии влияет и статический анализ, и Динамический

### Secure Email Certificate[39]
Free Secure Email Certificate — сервис от Comodo, в рамках которого компания Comodo Group бесплатно предоставляет персональные цифровые сертификаты для защиты сообщений электронной почты.

### Site Inspector[40]
Site Inspector — бесплатный Интернет-сервис для проверки страниц на наличие вредоносных программ или кода.
После ввода URL веб-сайта, SiteInspector действует как уязвимый клиент, посетив веб-страницу и проверив не запускает ли страница атаку.